# 室崎商店
株式会社室崎商店（むろさきしょうてん）は、島根県江津市江津町に本社を置いていた水産会社。

## 概要
島根県浜田市･江津市において漁業事業･水産物缶詰加工事業･窯業事業･冷凍倉庫事業を展開してきた。漁業事業では2そう底びき網漁船を浜田漁港において2船団、下関漁港において1船団の計3船団を所有しており、浜田漁港では年間水揚げ高も全体の4割近くを占めていた。
しかし事業環境の悪化で水産物缶詰加工事業･窯業事業から多額の負債を抱え撤退し、主力の漁業部門も燃油価格高騰や漁船の老朽化による船の修繕費増大が利益を圧迫し2006年3月期以降、6期連続で最終赤字が続いていた。
いずれの船団も船体年齢が20年前後と老朽化が進み、修繕費が増加しており何らかの対処が必要な状況であるが、廃業済みの水産物缶詰加工事業及び窯業事業に関する借入金負担などもあり、新造船等に必要な内部留保の蓄積は進んでいない状況にあり企業再生支援機構のもとに経営再建が進められることとなった。
2011年に企業再生支援機構が出資した「株式会社浜田あけぼの水産」に漁業事業を譲渡し特別清算手続により清算された。なお、機構が所有する浜田あけぼの水産の株式は2013年に山陰事業再生支援2号投資事業有限責任組合に売却され機構は支援を終了している。